# Cinclide
Les cinclides sont, chez les cnidaires, des pores situés sur la colonne des polypes par lesquels l'animal peut émettre des aconties à partir de ces filaments mésentériques.